# Amata magnopupillata
Amata magnopupillata là một loài bướm đêm thuộc phân họ Arctiinae, họ Erebidae.